# 图瓦卢国家足球队
图瓦卢国家足球队是代表图瓦卢出战的一支国家足球球队，由图瓦卢足球协会管辖，目前还不是国际足联（FIFA）的成员，但为大洋洲足协（OFC）的准会员。
图瓦卢足球队曾在1979年、2003年和2007年参加了南太平洋运动会。其中在1979年于斐济举办的那一届比赛上以5-3战胜汤加队以及0-18负于大溪地队的比赛分别创造了该球队最大比分胜利和最大比分失利的纪录。

## 世界盃成績
- 1930年 至 1978年 - 尚未獨立
- 1982年 至 2022年 - 非FIFA會員國未參賽

## 大洋洲國家盃成績
- 1973年 - 尚未獨立
- 1980年 至 2004年 - 未參賽
- 2008年 - 未晉級
- 2012年 - 未參賽